# Rainans
Rainans ist eine französische Gemeinde im Département Jura in der Region Bourgogne-Franche-Comté. Sie gehört zum Arrondissement Dole und zum Kanton Authume. Die Bewohner nennen sich Rainantais. Die angrenzenden Gemeinden sind Chevigny im Norden, Menotey im Nordosten, Jouhe im Südosten, Biarne im Süden und Auxonne im Westen.

## Geschichte
Eine frühe Erwähnung des Dorfes stammt aus dem Jahr 1263. 
1901–1933 hatte Rainans einen Bahnhof an der Eisenbahnlinie Dole-Pesmes, deren Konzessionärin die Gesellschaft Chemins de fer vicinaux de Haute-Saône war.

### Bevölkerungsentwicklung
| Jahr                       | 1962 | 1968 | 1975 | 1982 | 1990 | 1999 | 2008 | 2017 |
| -------------------------- | ---- | ---- | ---- | ---- | ---- | ---- | ---- | ---- |
| Einwohner                  | 113  | 115  | 107  | 156  | 172  | 173  | 205  | 269  |
| Quellen: Cassini und INSEE |      |      |      |      |      |      |      |      |

## Sehenswürdigkeiten
- Kirche Saint-Pierre, erbaut 1950
- Gefallenendenkmal aus dem Jahr 1921

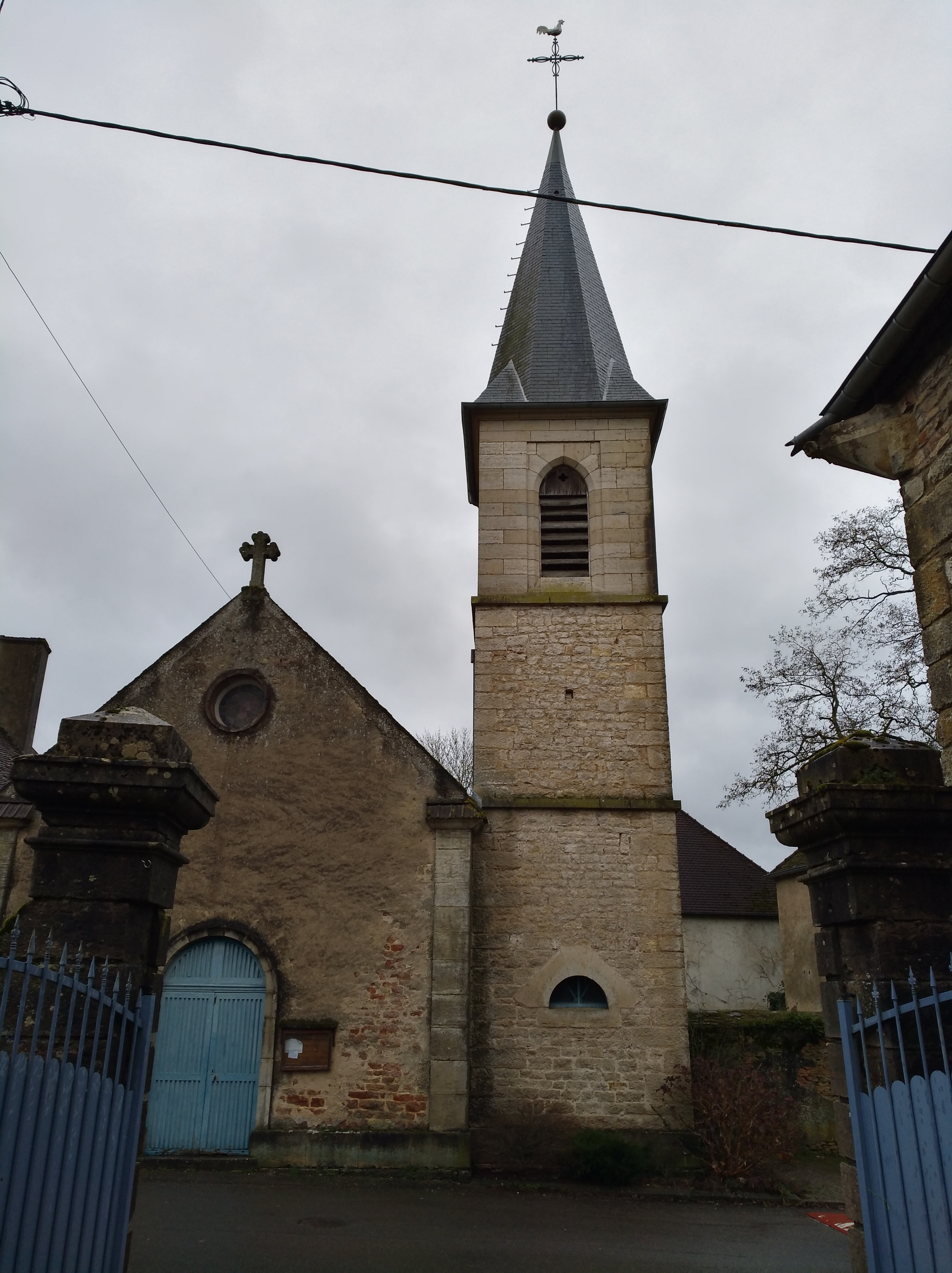
Kirche Saint-Pierre
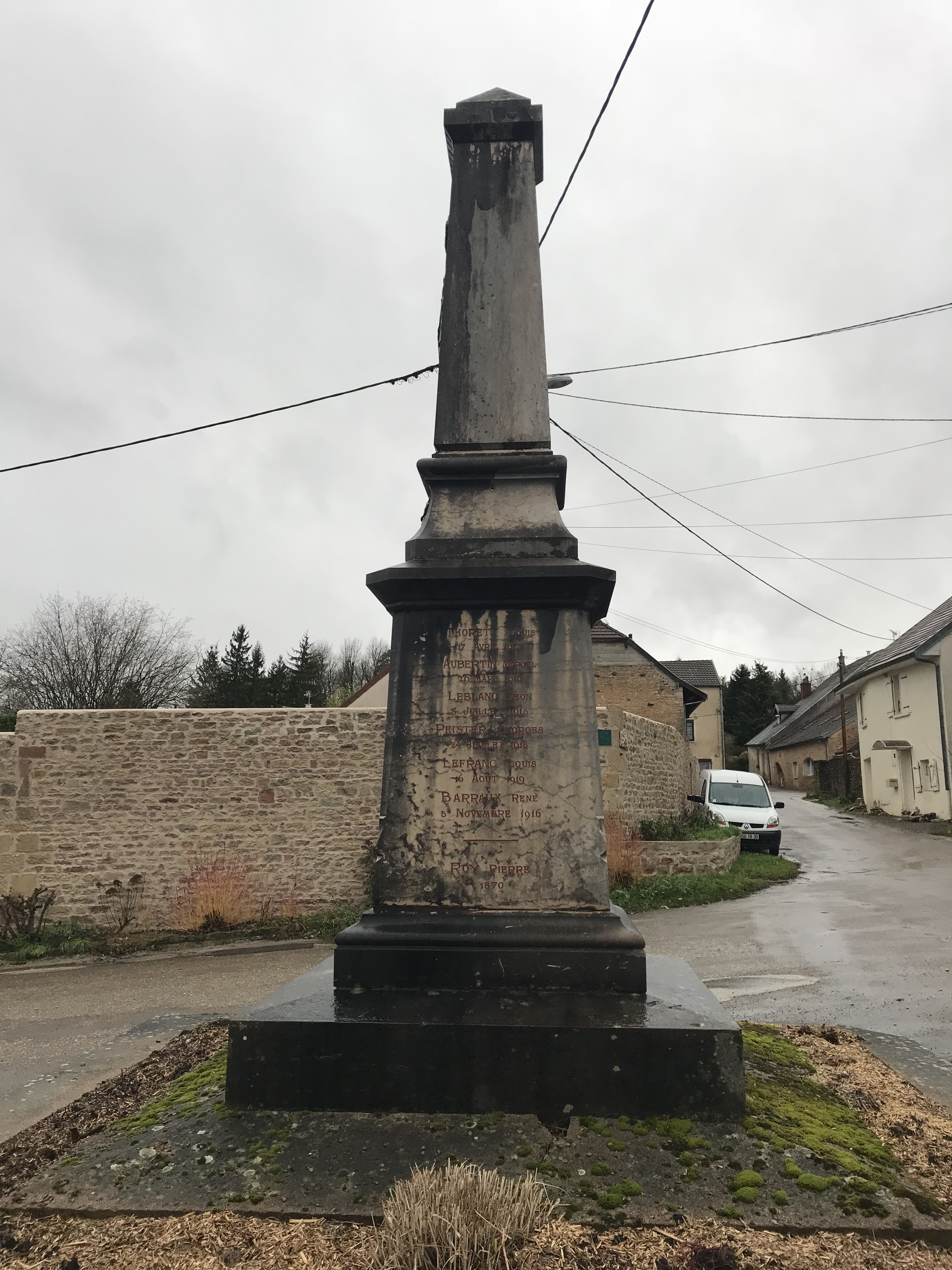
Gefallenendenkmal